# Club Deportivo Universitario (Panamá)

El Club Deportivo Universitario es un club de fútbol de la ciudad de Penonomé, Coclé, Panamá. Fue fundado el 13 de junio de 2018 y nace a partir de la mudanza de la franquicia de Chorrillo Fútbol Club a la ciudad de Penonomé. El club aún mantiene la estructura, los colores  y ostenta los títulos del antiguo Chorrillo Fútbol Club.

## Historia

### Inicios
El Chorrillo Fútbol Club, luego conocido como Club Deportivo Universitario, según enmarca la historia real del fútbol de Panamá, comenzó hacia 1953 en los campos del populoso sector del Chorrillo.  El 14 de febrero de 1974 de la mano de Jorge Bowell, Mario Villarreta, Carlos Moran, Carlos Smith y otros dirigentes del área se funda formalmente como institución.  Ya con su creación formal en las décadas de 1970 y 1980 participaron tanto en la Liga Distritorial de Fútbol de Panamá como en los campeonatos nacionales de 1984 en que alcanzó el subcampeonato y en la Copa JVC de 1986–87. Intentó participar en el Torneo de Concacaf de 1984, pero por motivos económicos, no asistió.
En 1994 tras ser campeones de la Liga Distritorial de Panamá son invitados a formar parte de la desaparecida liga de Linfuna, en el que participaron en sus dos versiones. Con la unificación del futbol en Panamá, entre la LINFUNA y ANAPROF, se ubican en el torneo de segunda división de la liga unificada.  
Finalmente en el año 2000, logran ganar el Campeonato de Ascenso de la ANAPROF, luego de que en las tres versiones anteriores estuvieron cerca de obtener su objetivo, terminando las temporadas de 1995, y 1996 de primeros en la tabla general, pero perdiendo en las instancias siguientes, siendo la más aproximada el que disputó en la final del campeonato de 1998 ante el ya desaparecido elenco del Municipal de Colón.
Los chorrilleros lograron conquistar el título nacional de Segunda División de Panamá tras derrotar por un estrecho 3-2 al CD Pan de Azúcar en lo que muchos consideraron, fue un encuentro donde prevaleció la justicia ya que el equipo corrillero terminó el torneo de manera invicta.
Sus mayores logros en la Liga Panameña de Fútbol fueron los campeonatos obtenidos en:
•	El torneo Apertura 2011, en el que venció al Club Deportivo Plaza Amador 4 a 1 en la final.
•	El torneo Clausura 2014 en el que venció al Río Abajo FC 1 a 0 en la final el 17 de mayo de 2014 y,
•	En la final del Apertura 2017 en el que venció al Deportivo Árabe Unido 5 a 1 de la mano de su exdirector técnico el colombiano Richard Parra.
El 17 de mayo de 2018 se anuncia a los medios de comunicación la compra del Chorrillo Fútbol Club por parte de los dueños de la Universidad Latina de Panamá, sin embargo no fue hasta el 13 de junio de 2018, mediante un comunicado el club hace oficial su mudanza a la ciudad de Penonomé, provincia de Coclé, creando así el Club Deportivo Universitario. Manteniendo la estructura (cupo), colores y ostentando los títulos del antiguo club.

### Club Deportivo Universitario
En junio del 2018 los directivos del Chorrillo Fútbol Club realizaron un acuerdo con la Universidad Latina de Panamá y los accionistas del Club Deportivo Centenario de Coclé, para crear un proyecto que pasaría a llamarse Club Deportivo Universitario, con representación en dicha provincia.
Para el Torneo Apertura 2019 disputó su primer partido en la provincia, en el Estadio Miraflores de Penonomé.
Para el Torneo Clausura 2019 pasó a disputar sus partidos de local en el Estadio Virgilio Tejeira Andrión.
Para el Torneo Apertura 2021 inauguró su propio estadio, el Estadio Universitario el 27 de febrero de 2021 contra el San Francisco FC.
Para el Torneo Apertura 2021 disputó su quinta final, primera bajo su nombre actual contra el CD Plaza Amador en el Estadio Universitario, cayendo derrota 1-2.

## Escudo

### Antiguo Chorrillo FC
Cuando ganó su primer torneo en la primera división en el año 2011, sumó una estrella a su escudo. El equipo Chorrillero ha tenido dos escudos a través de su historia, en ambos sobresale las alas del ave fénix, que estaba representado en el escudo del equipo para simbolizar la recuperación del corregimiento de El Chorrillo después de haber sido fuertemente bombardeado por el Ejército de los Estados Unidos durante la Operación Causa Justa.

### CD Universitario
Con la creación del Club Deportivo Universitario se decide unir símbolos importantes de estas instituciones, en la cual se decide conservar un ícono importante del equipo de Chorrillo y es por ello que en el escudo sobresale las alas del ave fénix, que está representado en el escudo del equipo para simbolizar la recuperación del corregimiento de El Chorrillo después de haber sido fuertemente bombardeado por el Ejército de los Estados Unidos durante la Operación Causa Justa.

## Infraestructura

### Estadio
El club juega actualmente en su propia sede,  el recién inaugurado  Estadio Universitario, con una capacidad de aproximadamente 3,500 personas y césped natural, se encuentra ubicado en los terrenos de la Universidad Latina de Panamá en el Distrito de Penonomé, en la Provincia de Coclé.

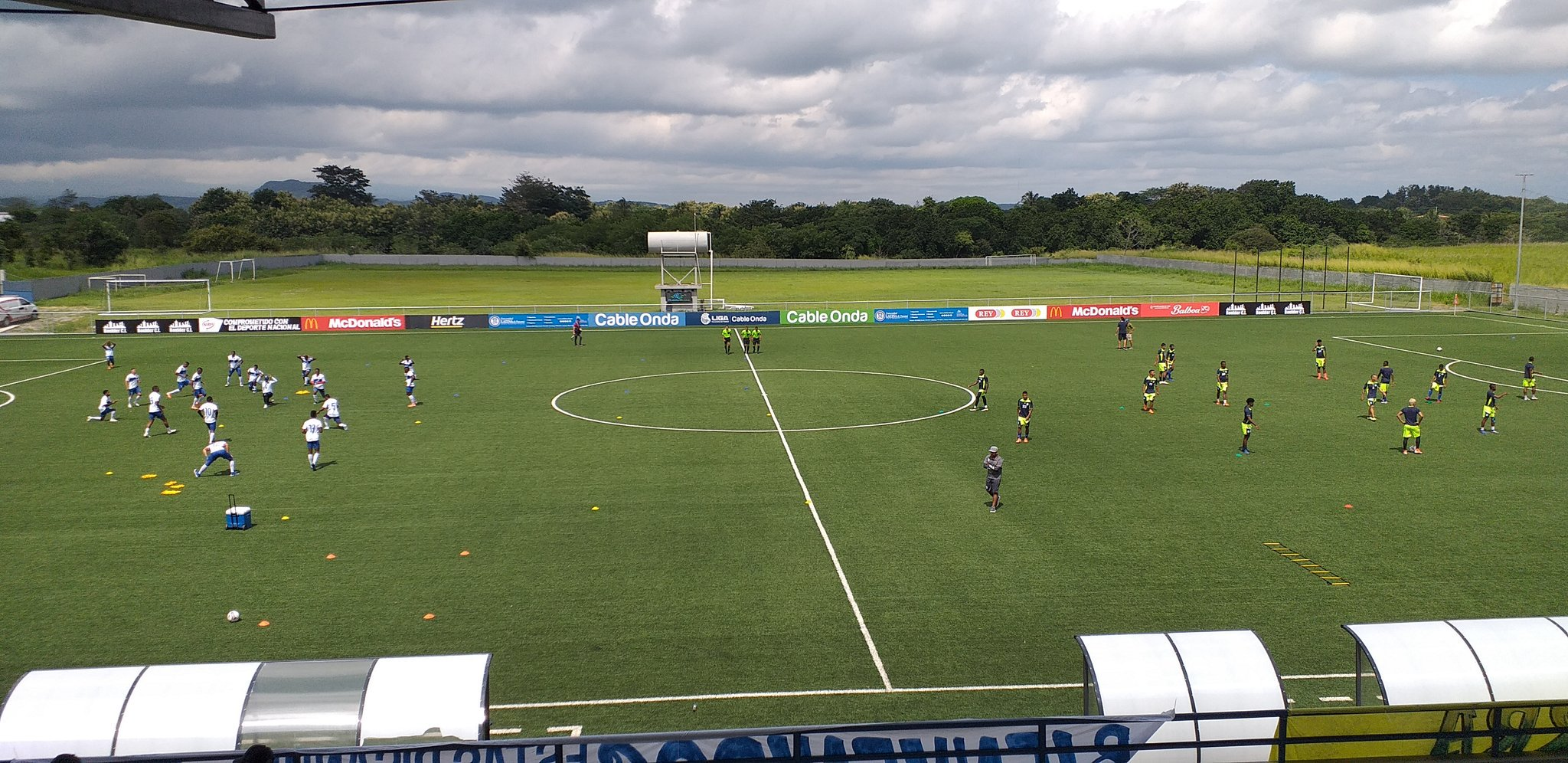
Vistas de la cancha sintética del estadio.

Para el Torneo Apertura 2019 pasó a jugar al reinaugurado Estadio Virgilio Tejeira en la ciudad de Penonomé, ubicado dentro del Proyecto Goal, propiedad de la Federación Panameña de Fútbol, ahí disputó sus partidos hasta mitad del Torneo Apertura 2021. Actualmente solo es utilizado por el equipo filial y femenino. 

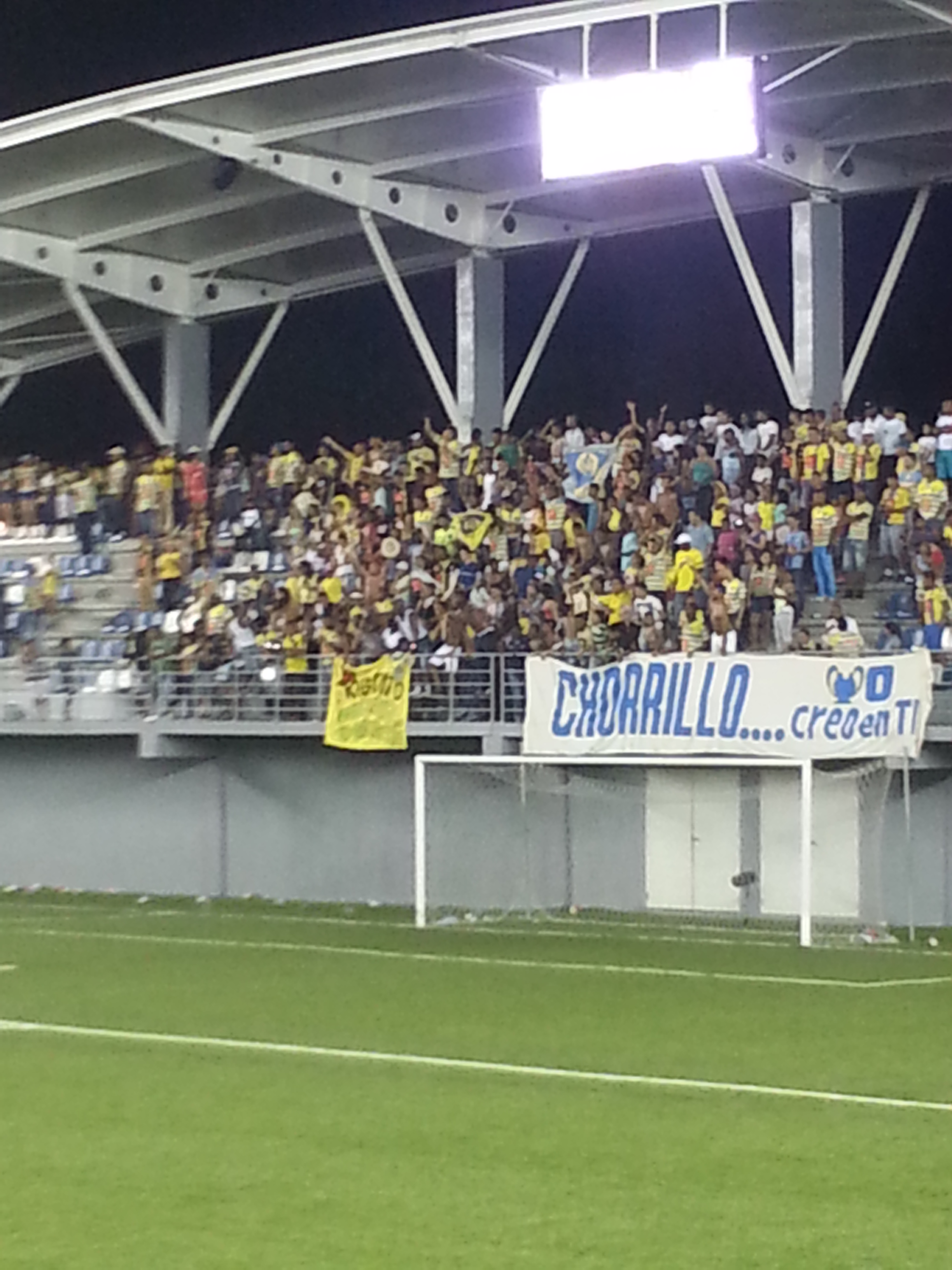
Hinchas del antiguo Chorrillo FC en el estadio Maracaná.

El  Estadio Maracaná de Panamá con capacidad para 5,500 personas, con dimensiones 100 x 64 metros, ubicado en el barrio homónimo de El Chorrillo de la Ciudad de Panamá, fue inaugurado el 11 de abril de 2014, el equipo Club Deportivo Universitario jugó sus partidos de locales en el durante la temporada 2018-2019. Este estadio lo utilizó el antiguo Chorrillo FC y lo compartía con el CD Plaza Amador.
Su primer partido fue un amistoso que se jugó el 11 de abril de 2014, entre las estrellas del Chorrillo Fútbol Club y los del Club Deportivo Plaza Amador, con exjugadores de la Selección de fútbol de Brasil como Bebeto, Dunga, Rivaldo y Careca.

### Ciudad deportiva
Actualmente está en construcción el Centro de Alto Rendimiento (CAR), ubicado en sede Universidad Latina de Penonomé, corregimiento de Penonomé, en el Distrito de Penonomé. El mismo cuenta con canchas de entrenamiento, sede social, gimnasio y oficinas administrativas.

## Uniforme

### Evolución del uniforme
- Uniforme titular: Camiseta azul con detalles, pantalón azul y medias azules.
- Uniforme alterno: Camiseta blanca con detalles rojos y líneas en los laterales en gri y medias blancas.

### Uniforme Local
| 2018 | 2019-21 | 2021-22 | 2022 | 2023 |

### Uniforme Visitante
| 2018 | 2019-21 | 2021-22 | 2022 | 2023 |

### Auspiciantes
| Indumentaria  |          |             |
| Período       | Logotipo | Proveedor   |
| 2018-2021     |          | Lotto Sport |
| 2021-2022     |          | STRIK3R     |
| 2022-2023     |          | FB Sports   |
| 2023-presente |          | Sheffy      |

| Patrocinador  |                                                   |                                                               |
| Período       | Patrocinador oficial                              | Patrocinador secundario                                       |
| 2018          | McDonald's                                        | Coca Cola                                                     |
| 2019-2020     | Universidad Latina                                | McDonald's Niko's Café                                        |
| 2020          | Universidad Latina                                | McDonald's                                                    |
| 2021          | Caliente Universidad Latina                       | McDonald's                                                    |
| 2021-2022     | Caliente Universidad Latina                       | Niko's Café                                                   |
| 2022          | Universidad Latina                                | Carnival Balloons Niko's Café SMARTEK group Cerveza Panamá    |
| 2023          | Universidad Latina Carl's Jr.                     | Carnival Balloons Niko's Café SMARTEK group Cerveza Panamá    |
| 2023-2024     | Universidad Latina Learning Vila Banco LAFISE     | Carl's Jr. Carnival Balloons Niko's Café Winners Casino Akfix |
| 2024-presente | Universidad Latina The Oxford School Banco LAFISE | Carl's Jr. Carnival Ballons Akfix Learning Vila Credit€       |

## Rivalidad

### Clásico Universitario
Desde 2023 posee una rivalidad con el UMECIT Fútbol Club, partido que disputan las dos universidades particulares que disputan la máxima categoría en Panamá.

### Derbi de Coclé
Disputa este partido con el Unión Coclé FC, ambos equipos representan a la Provincia de Coclé. Actualmente dicho cotejo solo se ha disputado a nivel amateur. Siendo disputado por el equipo filial (Universidad Latina).

## Organigrama deportivo

#### Categorías
- Categoría Femenina Aficionada
- Categoría reservas sub-20

### Plantilla 2023
- = Lesionado de larga duración
- = Capitán'

### Altas y bajas Clausura 2023
| Esteban Giraldo    | Portero       | Real Cartagena   | Libre         |
| Alejandro Yearwood | Defensa       | Zamora FC        | Libre         |
| Jean Sánchez       | Defensa       | San Francisco FC | Libre         |
| Jesus Delgado      | Defensa       | Sporting SM      | Cesión        |
| Juan Arce          | Defensa       | CD Broncos       | Libre         |
| Agustin Fazzio     | Defensa       | CA Sandord       | Libre         |
| Ángel Caicedo      | Mediocampista | CD Árabe Unido   | Cesión        |
| Luis Choy          | Mediocampista | Sporting SM      | Libre         |
| Jorge Clement      | Delantero     | San Francisco FC | Libre         |
| Omar Hinestroza    | Delantero     | CD Árabe Unido   | Libre         |
| Everardo Rose      | Delantero     | 9 de Octubre FC  | Fin de Cesión |

| Aldair Arnedo   | Portero       | Bandera de ? | Libre |
| Carlos Escobar  | Defensa       | Bandera de ? | Libre |
| Javier Góndola  | Defensa       | Colón C-3 FC | Libre |
| Mario Carmona   | Mediocampista | Bandera de ? | Libre |
| Lilio Mena      | Mediocampista | Bandera de ? | Libre |
| Johner Rosado   | Mediocampista | Bandera de ? | Libre |
| Luis Mendoza    | Mediocampista | Bandera de ? | Libre |
| Azael Brown     | Delantero     | Bandera de ? | Libre |
| Felipe Villalba | Delantero     | Bandera de ? | Libre |

## Jugadores extranjeros
| Nacionalidad   | N.º | Jugadores |
| -------------- | --- | --- |
| Colombia       | 39  | Miguel Vargas, Esteban Giraldo, Aldair Arnedo, Miguel Torres, Jorge Iván Soto, Diego Mosquera y Jorge Henríquez Alberto Manotas, David Álvarez, Dámaso Pichón, Dayron Benavides, Ariel Bonilla, Jeisson Palacios, José Luis Meza, Guillermo Sierra, Juan Arce, Oliver Fula y Elkin Mosquera Javier Flórez, Jeysen Núñez, Junior Rangel, David Loaiza, Mauricio Escobar, David Agudelo, Miguel Duque, James Sánchez, David Loaiza, New Mena, Johner Rosado, Daniel Santa, Rodolfo Córdoba, 'Ganizita' Ortiz y Jhon Mosquera Julián Agressot, Andrés Mosquera, Alejandro Oñate, Estebán Castañeda, Hendry Valderrama, y Yustin Arboleda. |
| Argentina      | 12  | David Oggero, Juan Pablo Domínguez y Gianfranco Cao Pedro Reyna, Agustin Fazzio y Ariel Celebroni Mauro Alegré, Santiago Valdez, Ricardo Oviedo, Leonardo Ricardo, Darío Grioni y Santiago San Martín Cristian Fabbiani |
| Brasil         | 4   | Ricardo Izecson, Caio Milán, Fabio y Tiago Piai |
| México         | 4   | Andrés Eliceiry Carlos Meza y Richard Okunorobo Ricardo Jiménez |
| Venezuela      | 2   | Edson Tortolero y Luis Mendoza |
| Estados Unidos | 1   | Taylor Rice |
| Costa Rica     | 1   | Giovanni Cantillano |
| Italia         | 1   | Marco Cassagrande |
| Honduras       | 1   | Osman Elis |
| Uruguay        | 1   | Felipe Villalba |

## Entrenadores
| #                  | Entrenador                     | Periodo                                |
| Como Universitario | Como Universitario             | Como Universitario                     |
| ------------------ | ------------------------------ | -------------------------------------- |
| 1                  | Oscar Upegui                   | (junio de 2018-septiembre de 2018)     |
| 2                  | Julio Medina III               | (septiembre de 2018-noviembre de 2018) |
| 3                  | Gustavo Onaindia               | (enero de 2019-marzo de 2019)          |
| 4                  | Donaldo González               | (marzo de 2019-junio de 2019)          |
| 5                  | Leonardo Pipino                | (junio - octubre de 2019)              |
| 6                  | Richard Parra                  | (octubre de 2019 - noviembre de 2019)  |
| 7                  | Gary Stempel                   | (enero de 2020 - marzo de 2022)        |
| 8                  | Alberto Blanco (Interino)      | (marzo de 2022 - mayo de 2022)         |
| 9                  | Julio Infante                  | (junio de 2022 - noviembre de 2023)    |
| 10                 | Javier Miller                  | (enero de 2024 - abril de 2024)        |
| 11                 | José Anthony Torres (Interino) | (abril de 2024- mayo de 2024)          |
| 12                 | Ángel Sánchez                  | (mayo de 2024 - actualidad)            |

## Palmarés
Nota: en negrita competiciones vigentes en la actualidad. Indicado el récord del torneo  y el compartido 
Torneos nacionales (3)
| Competición nacional             | Títulos                       | Subcampeonatos                                             |
| -------------------------------- | ----------------------------- | ---------------------------------------------------------- |
| Primera División de Panamá (3/6) | (A) 2011, (C) 2014, (A) 2017. | (A) 2009, (C) 2011, (A) 2015, (C) 2016, (A)2021, (C) 2022. |
| Torneo de Copa (0/1)             |                               | 2018-19 (Récord)                                           |